# Методи в геології та гірництві
Методи в геології та гірництві
Основні методи, які використовуються в гірничій справі та науках про землю: експеримент, аналіз, синтез, узагальнення, систематизація, класифікація, моделювання, аналітичний розрахунок, класичний метод гіпотез, експертні методи оцінок, феноменологічний метод та цілий ряд спеціальних методів вивчення властивостей гірської породи, мінералів, земної кори, гірничих масивів, пластів, власне корисних копалин і продуктів їх переробки і т. д.

## Основні методи розробки корисних копалин
- Методи розробки нафтових покладів
  - Теплові методи підвищення нафтовилучення
- Методи розробки газових покладів
- Методи розробки покладів твердих корисних копалин
- Методи розробки покладів газогідратів

## Методи збагачення корисних копалин
- Гравітаційні методи збагачення корисних копалин
- Фізико-хімічні методи збагачення корисних копалин
- Хімічні методи збагачення корисних копалин
- Спеціальні методи збагачення корисних копалин
- Біофізичні методи збагачення корисних копалин
- Шліховий метод

## Окремі методи в геології, видобуванні та первинній переробці корисних копалин
- Метод аналізу товщин
- Метод аналогії в промисловій геології
- Метод визначення запасів газу і газового конденсату
- Метод високих тисків нагнітання
- Метод відновлення вибійного тиску
- Метод відображення стоків і джерел
- Метод водогазового циклічного діяння
- Метод гідропрослуховування пласта
- Гідрохімічний метод контролю обводнення пластів і свердловин
- Метод двох розчинів
- Метод дотичної (у нафтовидобутку)
- Метод еквівалентних матеріалів
- Метод еквівалентних фільтраційних опорів
- Метод електрогідродинамічних аналогій М.М.Павловського
- Метод ехометрії
- Метод заводнення
- Метод зміни напрямків фільтраційних потоків
- Метод змінних тисків
- Метод зниження тиску
- Метод ізобар
- Метод ізоліній
- Метод ізохрон обводнення
- Метод імплозії
- Метод інтегральних співвідношень
- Метод конформних відображень
- Метод лінеаризації рівняння Лейберзона
- Метод люмінесцентно-бітумінологічний при бурінні
- Метод матеріального балансу
- Метод миттєвого підливання
- Метод міцелярно-полімерного заводнення
- Метод міченої промивної рідини
- Нейтронний метод міченої речовини
- Метод неселективної обробки пластів
- Метод падіння тиску
- Метод підпомпування газу
- Об'ємний метод підрахунку запасів
- Метод підрахунку запасів розчиненого газу
- Метод підрахунку запасів стабільного конденсату
- Статистичний метод підрахунку запасів
- Метод Пірвердяна
- Метод плавного пуску свердловин
- Метод поінтервальної обробки пластів
- Метод послідовної зміни стаціонарних станів
- Метод пробних відбирань
- Метод прослідковування рівня
- Метод протискування індикаторних речовин
- Метод радіоактичних ізотопів (у нафтовидобуванні)
- Метод радіоактивних куль
- Метод регульованого направленого прийому
- Метод резистивіметрії
- Метод розв'язування задач припливу до групи свердловин у пласті з віддаленим контуром живлення
- Метод селективного оброблення пластів
- Метод спрямованої обробки пластів
- Метод стоків і джерел
- Метод суперпозицій в підземній гідрогазомеханіці
- Метод сходження (гірництво)
- Метод твердого носія
- Метод теплової облямівки
- Метод трапецій
- Метод трасуючих індикаторів
- Метод усереднення Соколова-Гусейнова
- Метод усталених відборів
- Метод форсування відбирань рідини
- Метод фотоколориметрії
- Метод Хорнера
- Метод циклічного заводнення
- Метод Чекалюка
- Методи боротьби із водопроявами у свердловинах
- Методи вимірювання витрати газу і рідини
- Методи діяння на пласт
- Методи діяння на привибійну зону газового пласта
- Методи змішаного витіснення нафти
- Індикаторні методи дослідження газонафтових свердловин і пластів
- Методи підвищення нафтовилучення
  - Газові методи підвищення нафтовилучення
  - Мікробіологічні методи підвищення нафтовилучення
  - Теплові методи підвищення нафтовилучення
  - Теплофізичні методи підвищення нафтовилучення
  - Термохімічні методи підвищення нафтовилучення
  - Фізико-хімічні методи підвищення нафтовилучення
- Методи проведення вибухових робіт
- Методи розробки покладів корисних копалин на космічних тілах
  - Методи розробки корисних копалин на Місяці
  - Методи розробки корисних копалин на планетах Сонячної системи
  - Методи розробки корисних копалин на астероїдах і планетоїдах
- Каротаж
  - Індукційний каротаж
  - каротаж газовий
  - каротаж магнітний
  - каротаж механічний
  - каротаж сейсмічний
  - мікрокаротаж
  - нейтронний гамма-каротаж
  - гамма-каротаж
  - гамма-гамма-каротаж
  - каротаж нейтрон-нейтронний
  - каротаж нейтронно-активаційний
  - каротаж нейтронний
  - каротаж опору
  - гамма-нейтронний каротаж
  - каротаж радіоактивний
  - гравітаційний каротаж
  - каротаж потенціалів самочинної поляризації
  - акустичний каротаж